# 佐藤中陵

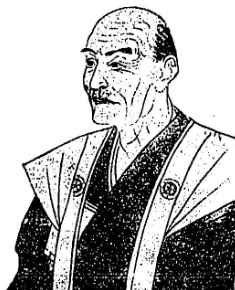
佐藤中陵

佐藤 中陵（さとう ちゅうりょう、宝暦12年2月11日（1762年3月6日） - 嘉永元年6月6日（1848年7月6日））は、水戸藩の本草学者。名は成裕、字は子綽、通称は平三郎。中陵は号。別号は、温故斎、青莪堂。一字姓により滕成裕とも名乗った。

## 生涯
佐藤端義の子として江戸青山に生まれた。薩摩藩・白河藩・米沢藩・会津藩・備中松山藩・水戸藩に本草学をもって仕えた。水戸藩には、寛政11年（1799年）から水戸藩主文公に召され植物方として仕え、文政10年（1827年）には江戸奥方番となり、天保7年（1836年）からは水戸に勤務した。天保14年（1843年）には御次番列に進んで弘道館本草教授となった。水戸藩主徳川斉昭の命により『山海庶品』を編纂した。北海道を除く日本全国を巡る。

## 著書
- 『山海庶品（サンカイショホン）』 - 国立国会図書館デジタルコレクション
- 『飼籠鳥（カイコドリ）』 - 国立国会図書館デジタルコレクション
- 『和名鈔塞問』
- 『温故斎菌譜（オンコサイキンプ）』 - 国立国会図書館デジタルコレクション
- 『怪石志（カイセキシ）』 - 国立国会図書館デジタルコレクション